# Монтаньяна
Монтаньяна (итал. Montagnana) — коммуна в Италии, располагается в провинции Падуя области Венето.
Население составляет 9397 человек (на 2004 г.), плотность населения составляет 208 чел./км². Занимает площадь 45 км². Почтовый индекс — 35044. Телефонный код — 0429.
В коммуне 15 августа отмечается особенно чтимый итальянцами праздник «Вознесение Девы Марии» (Ассунта).